# 桂雀太
桂 雀太（かつら じゃくた、1977年2月26日 - ）は奈良県五條市出身の落語家・行政書士。本名：岡田 健作。所属事務所は2017年4月頃まで米朝事務所、以降はフリー。上方落語協会会員（2008年12月師匠雀三郎協会復帰に伴い入会）。

## 経歴
関西大学法学部卒業後、2002年5月、桂雀三郎に入門。同年7月大阪トリイホール「雀三郎みなみ亭」にて初舞台。「子ほめ」を披露。
2005年5月より定期的に収録したネットラジオ番組「ネットでじゃくったれ」の無料配信を開始。
古典落語を中心に、「代書」「遊山船」「替り目」など滑稽噺から、「ねずみ」「夢の革財布」など、人情噺まで幅広演じ、天満天神繁昌亭、動楽亭をはじめとした寄席以外でも、カフェ、ライブハウスなど様々な場所で落語会を開催。
2006年から「桂雀太ひとり会」於・千日前トリイホール、2011年から「桂雀太独演会」於・天満天神繁昌亭 を毎年開催し全て満員御礼の大盛況

## 人物
1999年 超就職氷河期で公務員になるべく、勉強をしていた図書館で中島らも著の『寝ずの番』に出くわし、落語に興味をもつ。
1999年9月桂雀三郎25日連続落語会で生落語デビュー、連続して通ううちに、やりたくなってきて入門を遂げた。
自ら落語会ができる会場を探し出し、寄席以外の場所（銭湯や洋服屋の倉庫）でも多くの落語会を開催している。また、年1回トリイホールで「桂雀太ひとり会」を行っていた。
落語家・講談師のユニット「セブンエイト」のメンバー。同ユニット主催のイベント「7時だヨ!8人集合」に出演している。
2016年NHK新人落語大賞の賞金(税抜後45万円)を、後輩全員に声をかけ、焼肉、キャバレー、バーでおごり、結果56万円使い、妻にしかられる。
落語家になる前の2000年に行政書士・宅地建物取引主任者の資格を取得している。コロナ期間中、ヒマと躁とが相まって、学生時代に合格していた行政書士資格を登録し、開業した。主な仕事は各地の行政書士イベントで『代書』をすることである。
2020年1月27日に行われた2019年度文化庁芸術祭新人賞の大阪での表彰式の際、友人から借りパクしていたジャージ姿でおもむき、文化庁長官とのツーショットをその友人に、『今度返すわな』と送った。
2012年３月結婚。男児２人の父。
2022年、おもしろハッピー落語会(桂雀太、桂華紋、桂二葉、桂九ノ一、桂源太)をプロデュースし、全国20ヵ所で成功に導いた。
2023年、心斎橋PARCOスペース14にて『東西ラクフェス』総合プロデューサーとして、1400人を動員し、成功に導く、出演は桂雀太、桂華紋、桂二葉、柳亭小痴楽、立川吉笑、春風亭昇羊、桂九ノ一
20代前半から双極性障害の当事者で、躁とうつを繰り返すジェットコースターみたいな人生を歩んでいるが、そろそろメリーゴーランドみたいな人生もいいなとおもっている。

## 弟子
- 桂源太

## 受賞歴
2016年 なにわ芸術祭  新人奨励賞を受賞
2016年 NHK新人落語大賞を受賞
2017年 大阪市より 咲くやこの花賞を受賞
2018年 繁昌亭大賞 奨励賞を受賞
2018年 国立演芸場 花形演芸会 銀賞
2019年 上方落語若手噺家グランプリ 優勝
2020年 文化庁芸術祭 新人賞 受賞
2020年 第1回テレワーク落語大会 初代大統領
2023年 第1回神戸新開地・喜楽館AWARD初代王者

## 出演番組
- 桂雀太のネットでじゃくったれ！（podcast・youtube）
- お仕立てツキムラ情報局（KBS京都ラジオ、毎週月曜6時30分から7時まで）
- オヤジとツキムラってよ!（OBCラジオ、毎週日曜8時から8時30分）※2007年3月で終了
- 2017年 NHK 東西笑いの殿堂
- 2017年 NHK 演芸図鑑